# HD 141937
HD 141937 là một ngôi sao thuộc chòm sao Thiên Bình, cách Trái Đất 109 năm ánh sáng. Với cấp sao biểu kiến là 7,25, ngôi sao này không có thể nhìn thấy bằng mắt thường. HD 141937 là một sao lùn vàng, tương tự như Mặt Trời. Khối lượng của ngôi sao này gần giống như Mặt Trời, với 1,1 khối lượng Mặt Trời, và có bán kính lớn hơn một chút, khoảng 1,06 lần bán kính Mặt Trời. Ngôi sao này trẻ hơn Mặt Trời 1.79 lần.
Sao HD 141937 có một hành tinh khí khổng lồ rất lớn công bố năm 2001 bởi Tổ chức Nghiên cứu vũ trụ châu Âu tại bán cầu Nam.
| Thiên thể đồng hành (thứ tự từ ngôi sao ra) | Khối lượng | Bán trục lớn (AU) | Chu kỳ quỹ đạo (ngày) | Độ lệch tâm | Độ nghiêng | Bán kính |
| ------------------------------------------- | ---------- | ----------------- | --------------------- | ----------- | ---------- | -------- |
| b                                           | >9.7 MJ    | 1.52              | 653.22 ± 1.21         | 0.41 ± 0.01 | —          | —        |